# Arroio Dilúvio
O Arroio Dilúvio é um córrego de Porto Alegre que flui em áreas com grande densidade populacional. Foi ou ainda é conhecido por outros nomes: Riacho Ipiranga (resultando no nome da avenida Ipiranga), Arroio da Azenha (moinho d'água, resultando nos nomes de avenida da Azenha e bairro Azenha), Riacho ou Riachinho e ainda Arroio do Sabão, sendo este o atual nome do curso d'água que lhe confere a nascente mais distante.

## Geografia

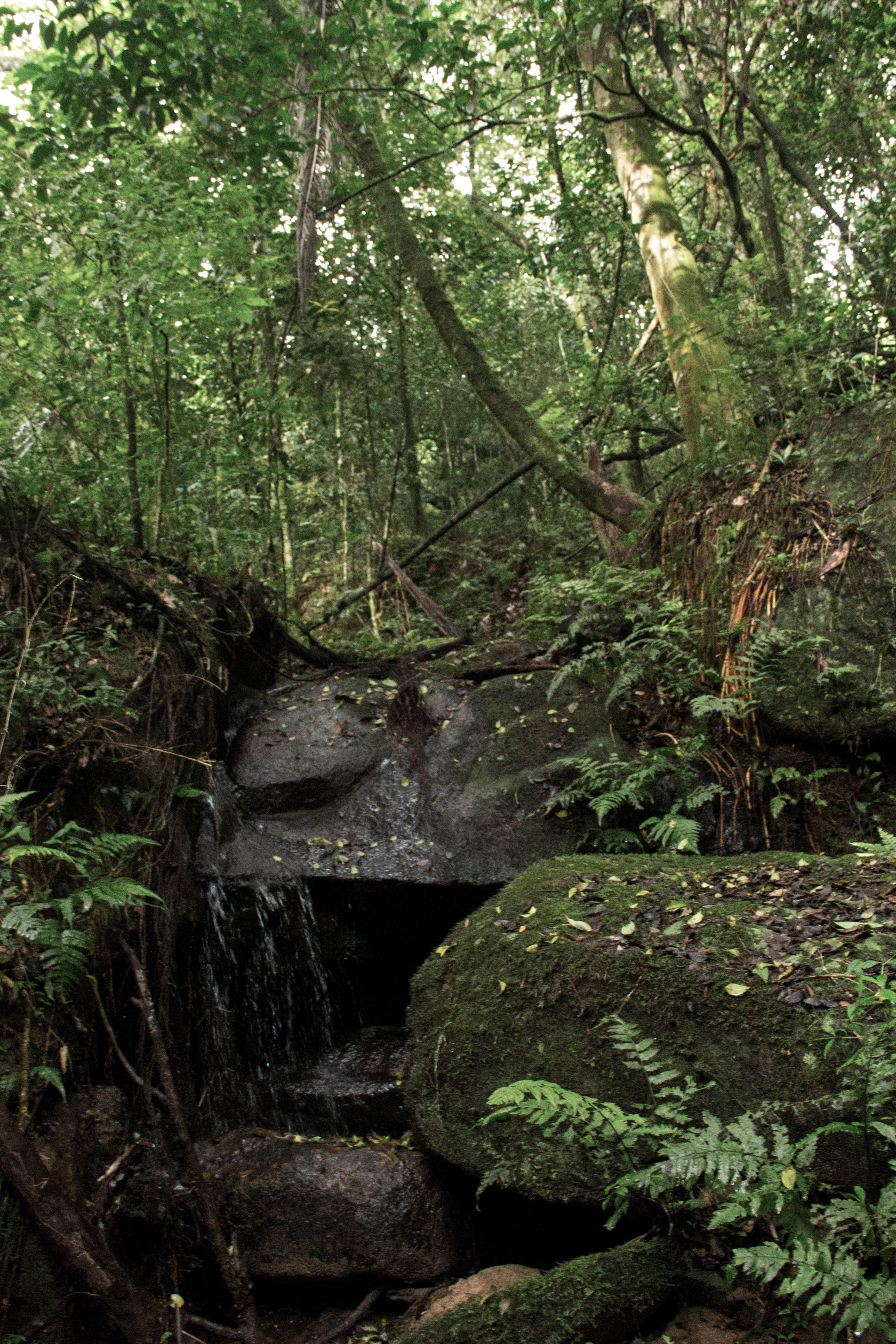
Nascente do Arroio Dilúvio

Correndo no sentido leste-oeste, suas nascentes mais distantes estão no Parque Natural Municipal Saint’Hilaire, em Viamão.
Possui extensão de 17.605m das nascentes até a foz no Lago Guaíba. A extensão canalizada e retificada está estimada em 12 km, dos quais 10 km finais tendo calha central entre as pistas da Avenida Ipiranga, abrangendo o percurso entre a Avenida Antônio de Carvalho e a foz.

## História
A primeira referência feita ao Arroio Dilúvio aparece numa carta datada de 1740, denominado de rio Jacareí, que significa rio dos Jacarés na língua guarani, como o divisor da sesmaria de Jerônimo de Ornelas.

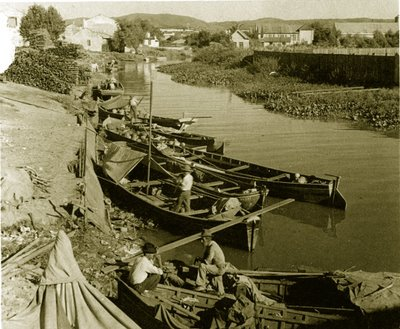
O arroio Dilúvio antes da canalização, na década de 1930.

Antigamente, o riacho desaguava na Ponta da Cadeia, ao lado da Usina do Gasômetro, e antes de chegar ali passava embaixo da Ponte de Pedra, que existe ainda hoje, perto do atual Largo dos Açorianos. Com o crescimento da cidade, o arroio foi recanalizado para o curso atual. A obra que mudou o traçado do manancial, incluindo a construção das pistas da Avenida Ipiranga, iniciou durante a administração do prefeito Loureiro da Silva.
O primeiro trecho canalizado foi implantado entre 1939 e 1943 desde a foz até as proximidades da Avenida João Pessoa. A obra demorou mais de 40 anos para ser concluída. Na sua execução, a prefeitura contou com o auxílio do governo federal, por meio do Departamento Nacional de Obras e Saneamento (DNOS).

## Poluição

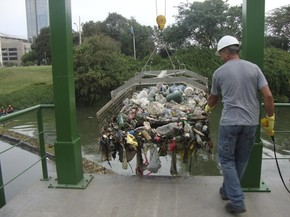
Ecobarreira

Até a década de 1950, o Dilúvio apresentava águas muito limpas, e ganhou este nome porque costumava inundar os bairros vizinhos, como Menino Deus ou Cidade Baixa, em dias de chuva forte. Atualmente, estima-se que receba cerca de 50 mil metros cúbicos de sedimentos e resíduos por ano, além do esgoto cloacal de três bairros, necessitando de dragagens periódicas.
Atualmente, o Arroio Dilúvio é uma das principais entradas de poluição no Lago Guaíba, principal manancial de abastecimento público de Porto Alegre. Os sedimentos do Dilúvio são contaminados com metais potencialmente tóxicos (Zn, Cu, Cr, Pb), com aumento destas concentrações quanto mais próximos da sua foz (no Lago Guaíba).

### Despoluição
Em junho de 2011, a Universidade Federal do Rio Grande do Sul (UFRGS) e a Pontifícia Universidade Católica do Rio Grande do Sul (PUCRS) — ambas com instalações de ensino situadas na avenida Ipiranga, às margens do arroio — propuseram à prefeitura uma parceria para a revitalização do Dilúvio. 
Para isso, as duas universidades pretendiam adotar o modelo utilizado para recuperar o arroio Cheonggyecheon, em Seul, capital da Coreia do Sul - que, similarmente, flui por uma grande área urbanizada de sua cidade, tendo sido bastante poluído no passado. Desde sua recuperação, finalizada em 2002, o Cheonggyecheon tem apresentado águas limpas, à beira das quais a população local encontra áreas de lazer arborizadas. Em 2016, o projeto era reportado como estagnado; a prefeitura alega falta de recursos.
Em 2016, foi criado o Projeto da Ecobarreira do Arroio Dilúvio. Instalado na foz, o projeto visa a coleta de resíduos que desembocariam no Lago Guaíba.

## Fatos notórios
- Constatou-se que, em um período de dois anos (2009 a 2010), ao menos 20 carros caíram no arroio Dilúvio pela falta de cordões de calçada com altura suficiente, devido aos recapamentos de asfalto que fizeram ao longo dos anos os mesmos perderem altura sem ter correções feitas pela prefeitura [23].
- Em novembro de 2009, o arroio ficou cheio e barrento por causa de uma chuva forte, e um grupo de surfistas, ignorando a poluição do Dilúvio, surfou em suas ondas[24].
- Em 2025, após as enchentes que atingiram a cidade em 2024, ocorreu a migração de uma família de capivaras para a foz do rio na avenida Ipiranga, próximo a Orla do Guaíba. Devido ao crescente número de animais, muito próximos a uma das principais avenidas da cidade, a prefeitura iniciou o processo de proteção destes animais com placas e monitoramento.[25]Arroio Dilúvio, entre os bairros Santana e Santa Cecília.

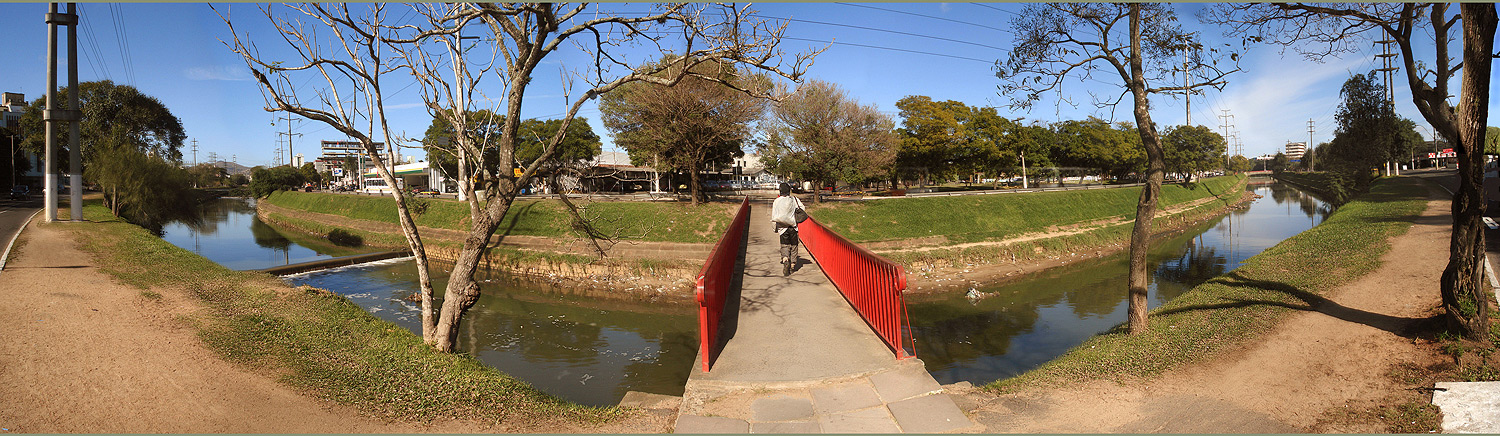
Arroio Dilúvio, entre os bairros Santana e Santa Cecília.